# Zvonice (Choteč)
Dřevěná zvonice se nalézá pod lipami u autobusové čekárny v obci Choteč v okrese Pardubice. V její těsné blízkosti stojí pískovcový kříž.

## Popis
Dřevěná čtvercová zvonice stojí na betonovém podkladě pod lípou u autobusové čekárny v obci. Stěny zvonice jsou tvořeny svislými prkny o výšce asi 2 m a jsou jehlancovitě zastřešeny šindelovou krytinou. Zvonice je nahoře zakončena otevřenou zvonovou konstrukci, která je rovněž zastřešena jehlancovitou plechovou střechou.

## Galerie

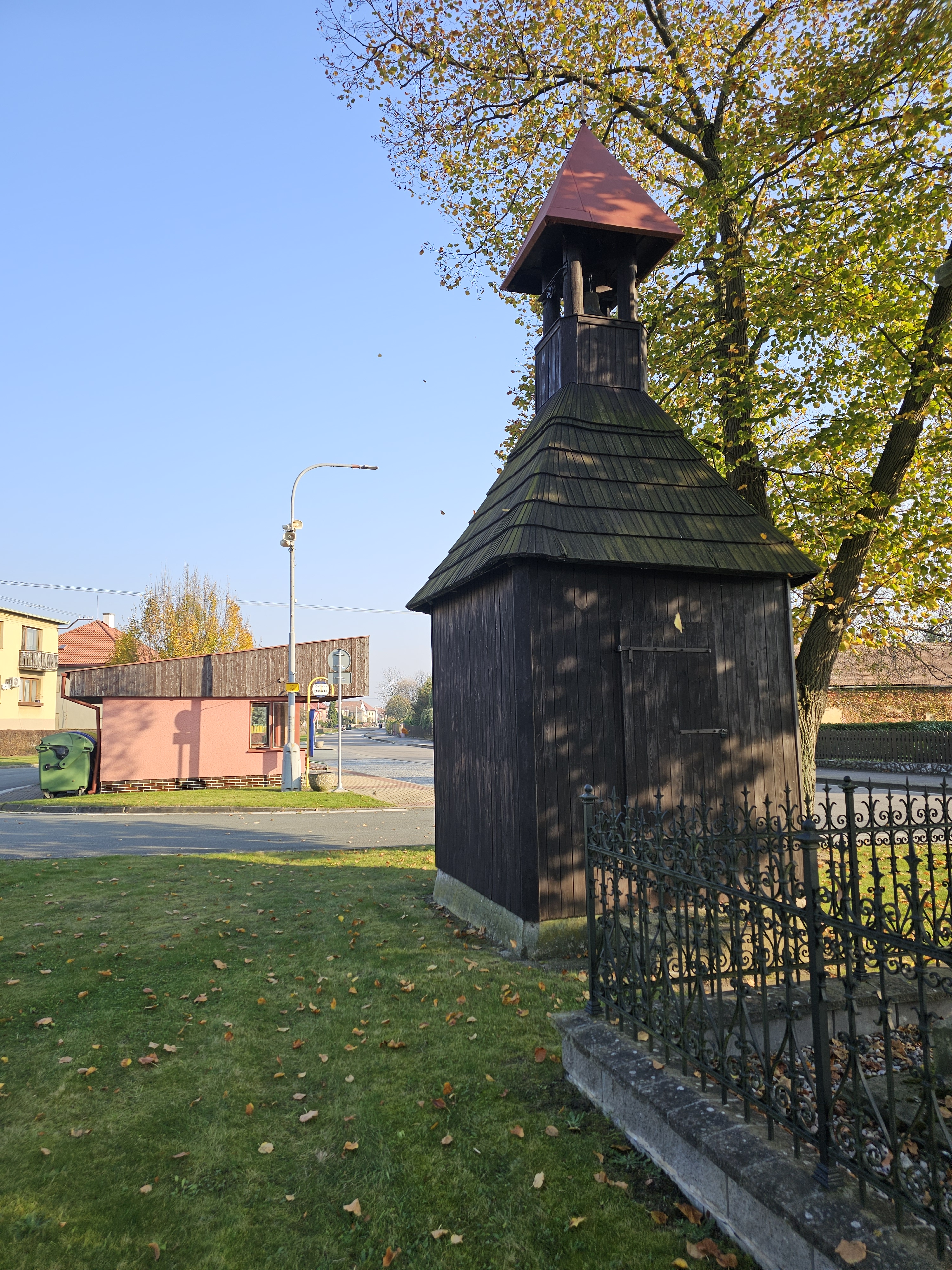
dřevěná zvonice v Chotči
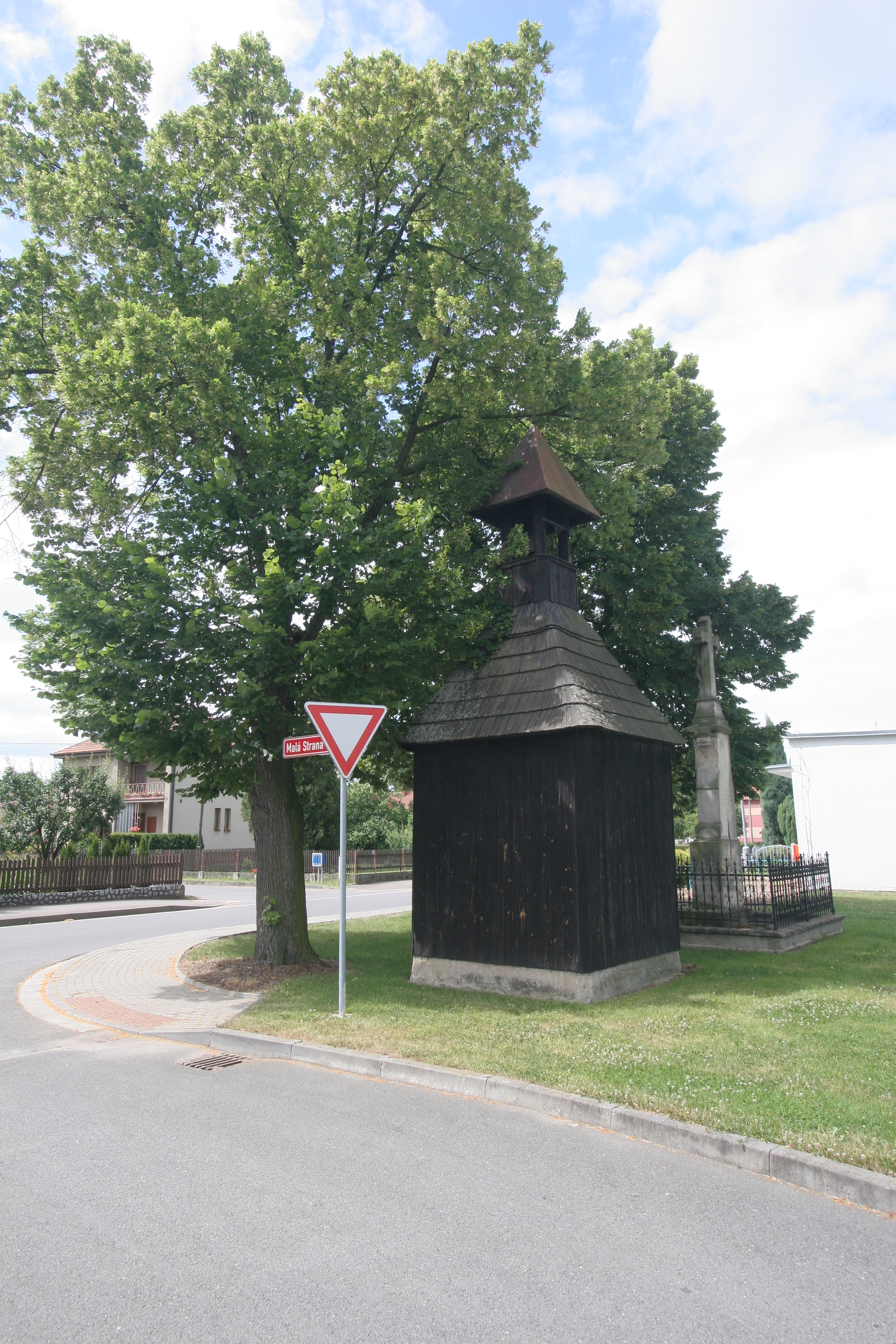
dřevěná zvonice v Chotči